# Ceratostylis albiflora
Ceratostylis albiflora är en orkidéart som beskrevs av Johannes Jacobus Smith. Ceratostylis albiflora ingår i släktet Ceratostylis och familjen orkidéer. Inga underarter finns listade i Catalogue of Life.